# 岡田泰希
岡田 泰希（おかだ たいき、1999年7月28日 - ）は、日本の男子プロバスケットボール選手である。ポジションはガード。B.LEAGUEの滋賀レイクスターズ所属。

## 来歴
愛媛県出身。
北陸高校では2年時にウィンターカップベスト8を経験。
明星大学では1年次に関東大学リーグ2部で3ポイント王を獲得し、1年から3年まで愛媛オレンジバイキングスで特別指定選手としてプレー。
2021年12月、仙台89ERSに特別指定選手登録。
2022年5月、仙台89ERSとプロ契約。
2024年5月31日に滋賀レイクスターズと契約を結んだ。